# Pavillons Lassonde
Ne doit pas être confondu avec Pavillon Pierre-Lassonde.
 (avril 2019).
Si vous disposez d'ouvrages ou d'articles de référence ou si vous connaissez des sites web de qualité traitant du thème abordé ici, merci de compléter l'article en donnant les références utiles à sa vérifiabilité et en les liant à la section « Notes et références ».

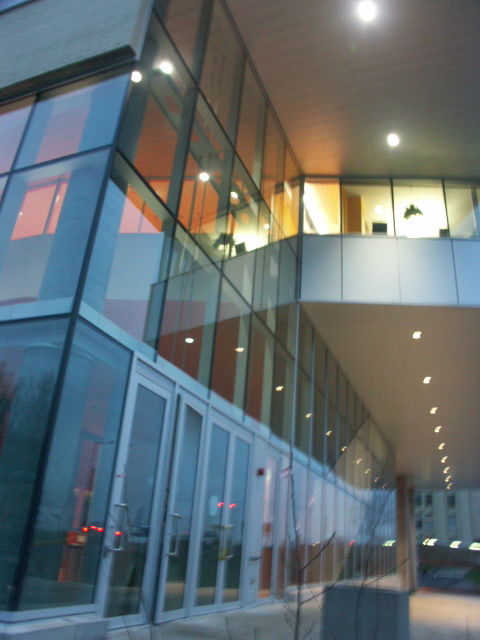
Vue extérieure

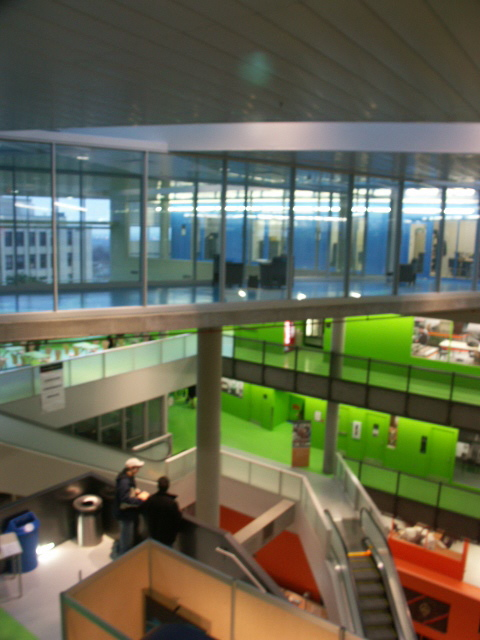
Les trois étages : rouge pour la terre (le magma), vert pour le sol et bleu pour le ciel

Les pavillons Lassonde sont deux pavillons de l'École polytechnique de Montréal inaugurés en 2005. Ils sont les deux premiers « bâtiments durables » de vocation éducative au Québec.
Leurs noms proviennent de donateurs, tous deux diplômés de l'École et époux, Pierre Lassonde et Claudette MacKay-Lassonde. Pierre Lassonde est le dirigeant de la plus grande entreprise en production d'or au monde, Newmont Mining. Claudette MacKay-Lassonde, décédée en 2000, a fait carrière dans l'énergie et les télécommunications et a fait la promotion de la carrière d'ingénieur. Ils ont tous deux adopté la philosophie du développement durable. Lorne M. Trottier et le Gouvernement du Québec ont aussi grandement contribué à leur construction.

## Bâtiments écologiques
Les deux pavillons sont certifiés LEED-NC 2.0 OR, avec un score de 46 points. Lors de leur construction, l'impact écologique a été minimisé. Leur rendement énergétique est d'environ 60 % supérieur aux normes fédérales. Quant à la consommation en eau potable, elle est estimée être réduite de 92 % par rapport aux bâtiments « traditionnels ».
Du point de vue économique, bien que les coûts de construction d'un tel bâtiment soient plus élevés, ils sont compensés à la longue. On estime qu'un tel environnement augmente la productivité de ses occupants de 5 à 15 %, tandis que la construction représente 2 % des coûts à long terme et la masse salariale, 92 % (le 6 % restant est pour l'exploitation du bâtiment).

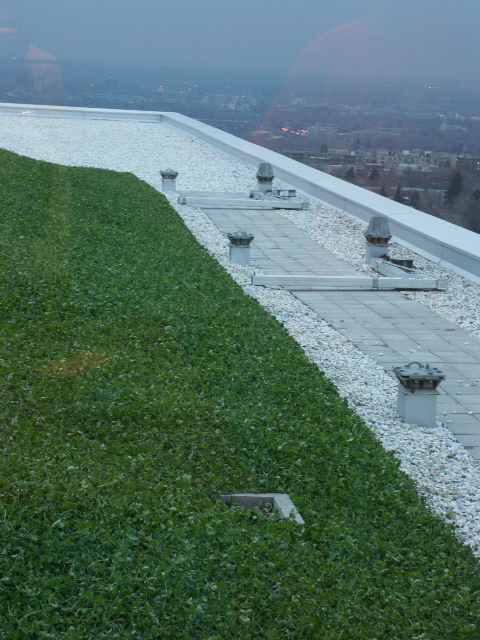
Le toit vert en trèfle et gazon.

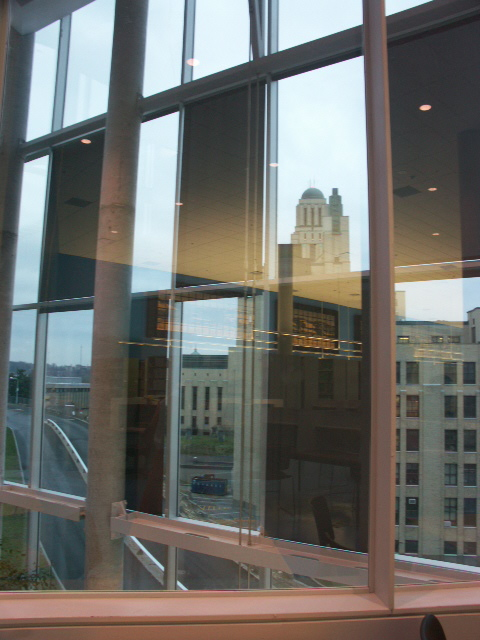
Le système d'ajustement de lumière et une vue sur le pavillon principal de l'Université de Montréal

### Caractéristiques vertes
- Toit vert en trèfle, avec accès à des terrasses (800 m2) : rôles isolant et dépolluant
- Gestion efficace de l'eau : accumulation de l'eau de pluie pour fins non potables (sanitaires)
- Récupération de la chaleur des cheminées du pavillon principal : suffit aux 2/3 des besoins en chauffage
- 50 % de la surface extérieure est vitrée, de plus avec du matériel réfléchissant la radiation
- Détecteurs de mouvement : ajustement de la lumière et de la température
- Aménagement intérieur avec des matériaux peu polluants

## Départements et services
- Génie électrique
- Génie informatique et génie logiciel
- Bibliothèque
- Service informatique